# José Paulino Ayuso
José Cipriano Paulino Ayuso (Valencia, 22 de septiembre de 1945 - Madrid, 29 de mayo de 2013), fue un hispanista y crítico literario español.

## Biografía
Se especializó en poesía española del siglo XX y se licenció y doctoró en la Universidad Complutense con una tesis sobre La obra literaria de León Felipe: constitución simbóĺica de un universo poético (1980); editó la poesía de este autor y también escribió amplios estudios sobre la obra de Antonio Buero Vallejo, Leopoldo Panero y Ramón Gómez de la Serna. Recuperó y editó una novela inédita de Pedro Salinas, El valor de la vida. Fue profesor titular de literatura española del siglo XX (1984), catedrático (2009) y jefe del Departamento de Filología Española II (Literatura Española) de la Universidad Complutense de Madrid (2010). Dirigió el grupo de investigación Temas y géneros de la Literatura Española en la Edad de Plata y su proyección. Realizó numerosas ediciones de poesía y teatro del siglo XX español, revalorizando el de Miguel de Unamuno con sus ediciones, y publicó abundantes artículos monográficos y reseñas sobre su especialidad, particularmente para Dicenda y Compás de Letras, dirigiendo además varias tesis sobre literatura moderna española.
Como crítico se inspira en la teoría de la literatura expuesta en la Gramática estructural de Greimas y crea el concepto de "núcleo dramático", vocablo que toma de Buero Vallejo (quien vinculaba con él la "forma" y la "técnica" con aquello que quería "expresar") para indicar la "articulación de las isotopías del discurso teatral mediante su convergencia en una unidad semántica".

## Obras

### Ediciones
- Antología de la Poesía española del siglo XX (1900-1939), primer volumen, y ...(1940-1980), segundo. Madrid, Castalia, 1996 y 1998.
- León Felipe, Poesías Completas. Prólogo y edición. Madrid, Visor, 2004
- León Felipe, Versos y oraciones de caminante [I y II]: Drop a Star, Madrid: Alhambra, 1979.
- León Felipe, Ganarás la luz, Madrid: Cátedra, [1982].
- Rafael Morales, Obra Poética Completa (1943-2003). Estudio y edición. Madrid, Cátedra, 2004
- Miguel de Unamuno, La esfinge; La venda; Fedra: teatro, Madrid, Castalia, 1988.
- Miguel de Unamuno, El otro; El hermano Juan, Madrid: Espasa-Calpe, 1992.
- Francisco Martínez de la Rosa, La conjuración de Venecia, Madrid, Taurus, 1987.
- Pedro Salinas, El valor de la vida, Sevilla: Renacimiento, 2009.
- Luis Rius, Cuestión de amor y otros poemas, Cuenca: Ediciones de la Universidad de Castilla-La Mancha, 1998.

### Estudios
- La obra literaria de León Felipe: constitución simbóĺica de un universo poético, Madrid: Complutense, 1980 (tesis).
- La obra dramática de Buero Vallejo. Compromiso y sistema. Madrid, Fundamentos, 2009.
- La poesía vinculante de Leopoldo Panero, Madrid, Ayuntamiento, 2006.
- La poesía en el siglo XX: desde 1939, Madrid, Playor, 1987.
- Ramón Gómez de la Serna: la vida dramatizada, 2012.
- Con José María Díez Borque, Imagen en el verso: del siglo de oro al siglo XX, Madrid, Biblioteca Nacional, 2008.
- Con José Luis Gómez Toré, El espacio y la memoria en la obra poética de Francisco Brines, Madrid, Universidad Complutense, 2005.
- "Los dramas de la conciencia y la memoria" en La memoria literaria del Franquismo. Anales de Literatura Española, 21, 2009 (Serie Monográfica, núm. 13), pp. 11-38.
- "La libertad aislada. De Fuerteventura a París como Diario íntimo" en Miguel de Unamuno. Estudios sobre su obra. IV. Ana Chaguaceda Toledano (Ed). Salamanca, Ediciones Universidad de Salamanca, 2009.
- «Luis Rius: un maestro en la literatura española», en José Ángel Ascunce, Mónica Jato y María Luisa San Miguel (coords.), Exilio y universidad (1936-1955): presencias y realidades, Vol. 2, 2008, págs. 1025-1044.
- «Con menester de canto: una perspectiva sobre La ciudad (1965) de Diego Jesús Jiménez», en Juan Manuel Molina Damiani (coord.), La poesía de Diego Jesús Jiménez, 2007, págs. 397-404.